# Ossian (New York)
Ossian è un comune degli Stati Uniti d'America, situato nello stato di New York, nella contea di Livingston.